# Caucalis
Genre
Synonymes
- Ageomoron Raf.[1]
- Caucaloides Heist. ex Fabr.[1]

Caucalis, en français Caucalis, Caucalide ou Girouille, est un genre de plantes à fleurs de la famille des Apiaceae. Il ne comprend  qu'une seule espèce, Caucalis platycarpos, une plante herbacée annuelle originaire d'Europe, d'Afrique du Nord et du Moyen-Orient jusqu'en Iran. 

## Espèce
Une seule espèce est comprise dans le genre,, :
- Caucalis platycarpos L. - Caucalis à feuilles de carotte ou Caucalis à fruits plats.

Ce taxon ne doit pas être confondu avec Orlaya daucoides, nommé Orlaya platycarpos dans les flores françaises,.

## Synonymes
Les taxons suivants sont des synonymes de Caucalis platycarpos ou bien d'autres espèces des genres Anthriscus, Daucus, Orlaya, Torilis, Turgenia.
D'après Tropicos (26 décembre 2020) :
- Caucalis abyssinica Hochst. ex A. Rich.
- Caucalis aequicolorum All.
- Caucalis africana (L.) Crantz
- Caucalis africana Thunb.
- Caucalis angustifolia Forssk.
- Caucalis anthriscus (L.) Huds.
- Caucalis arvensis Huds.
- Caucalis aspersa Savi
- Caucalis bischoffii Koso-Pol.
- Caucalis capensis Lam.
- Caucalis carnosa Roth
- Caucalis carota Crantz
- Caucalis coniifolia Wall. ex DC.
- Caucalis daucoides L.
- Caucalis daucus Crantz
- Caucalis divaricata F. Heller
- Caucalis durieua Samp.
- Caucalis elata D. Don
- Caucalis fallax Boiss. & Balansa
- Caucalis fontanesii Lag.
- Caucalis glabra Forssk.
- Caucalis gracilis (Engl.) H. Wolff ex R.E. Fr.
- Caucalis gracilis (Hook. f.) H. Wolff
- Caucalis grandiflora L.
- Caucalis gummifera Lag.
- Caucalis helvetica Jacq.
- Caucalis heterophylla Guss.
- Caucalis hispanica Lam.
- Caucalis incognita C. Norman
- Caucalis infesta (L.) Curtis
- Caucalis japonica Houtt.
- Caucalis lappula (Weber) Grande
- Caucalis latifolia (L.) L.
- Caucalis latifolia Lam.
- Caucalis leptophylla L.
- Caucalis linearifolia Req. ex DC.
- Caucalis littoralis M. Bieb.
- Caucalis longisepala H. Wolff
- Caucalis lucida Lag.
- Caucalis melanantha (Hochst.) Hiern
- Caucalis melanantha Benth. & Hook.
- Caucalis microcarpa Hook. & Arn.
- Caucalis mossamedensis Welw. ex Hiern
- Caucalis muricata (L.) Crantz
- Caucalis muricata Bisch.
- Caucalis nodiflora Lam.
- Caucalis nodosa Scop.
- Caucalis orientalis L.
- Caucalis pedunculata Baker
- Caucalis platycarpos L.
- Caucalis praetermissa (Hance) Franch.
- Caucalis purpurea Ten.
- Caucalis queraltii Sennen
- Caucalis royenii Crantz
- Caucalis scabra (Thunb.) Makino
- Caucalis scandicina Wigg.
- Caucalis scandicina Weber
- Caucalis scandix (L.) Scop.
- Caucalis segetalis Steud.
- Caucalis segetum  Thuill.
- Caucalis stocksiana Boiss.
- Caucalis stolzii (H. Wolff) M. Hiroe
- Caucalis tenella Delile
- Caucalis tenuifolia Salisb.
- Caucalis virgata Poir.